# Конькобежцы (вальс)

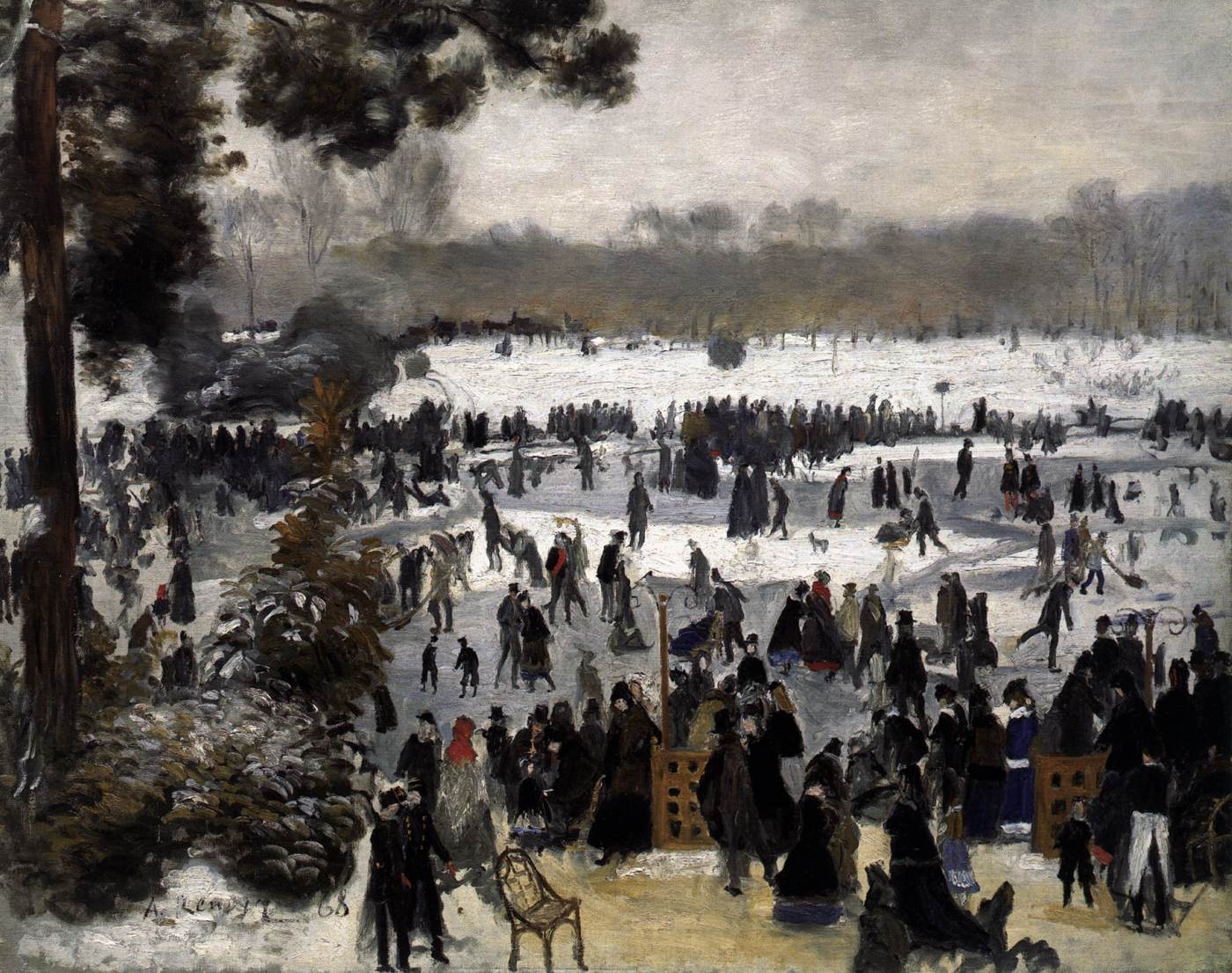
Картина Пьера Огюста Ренуара «Фигуристы в Булонском лесу», 1868

Вальс конькобежцев (фр. Les Patineurs Valse, нем. Der Schlittschuhläufer-Walzer, Op. 183) или просто Конькобежцы (фр. Les Patineurs) — вальс авторства французского композитора Эмиля Вальдтейфеля, написанный в 1882 году. Источником для создания вальса послужил реально существовавший каток для конькобежцев в Булонском лесу в Париже, а само исполнение вальса критики сравнивают с бегом конькобежца по катку в холодную погоду. Для создания зимней атмосферы использовались колокольчики. Партитура опубликована Hopwood & Crew, сам вальс посвящён французскому актёру Коклену-младшему из театра «Комеди Франсез».

## Структура
Главная тональность — ля мажор, хотя в частях вальса встречаются тональности от ре мажор (второстепенная) до ля мажор (главная).

Вступление

Вальс 1

Вальс 2

Вальс 3

Вальс 4

Кода

## Звучание

### В кино
Вальс «Конькобежцы» звучал во многих фильмах, начиная с первых звуковых. В числе подобных фильмов выделяются «Голливудское ревю 1929 года», «Моя любимая супруга», «Огненные колесницы», «Простое желание», «Моя прекрасная прачечная», «Жена против секретарши» и многие другие. В последней серии 4-го сезона телесериала «Аббатство Даунтон» вальс исполнялся на балу в Лондоне, а в серии «Secret Shopper» мультсериала «Фанбой и Чам Чам» звучал, когда главные герои катались по мокрому полу в магазине «Frosty Mart».
Небольшая часть вальса звучит в телесериале «Сорвиголова», а также в 3-й серии детского телесериала «Пингу», когда одна из героинь двигалась к иглу. DVD-сборник Andy Williams Christmas Show также включает в себя сцену 1967 года, когда Энди Уильямс и несколько человек катались на крытом катке. Все трюки были выполнены профессиональными фигуристами на Рождественском шоу.
Фрагменты вальса использованы в фильмах «Тимур и его команда» и «Серебряные коньки».

### В компьютерных играх
Вальс «Конькобежцы» стал музыкальной темой в таких играх, как «Antarctic Adventure» от NES (это единственная звучащая музыка), «Nintendogs + Cats», «Dance Dance Revolution Mario Mix» (под названием «Rendezvous on Ice») и «Mario & Sonic at the Olympic Winter Games» (в выступлениях по фигурному катанию).